# Antirrhineae
Tribu
Les Antirrhineae sont une tribu de plantes à fleurs qui faisait partie de la famille des Scrophulariaceae dans la classification classique de Cronquist (1981). Actuellement elle est reclassée dans la famille des Plantaginaceae selon la classification APG III.

## Liste des genres
Selon NCBI (6 août 2010) :
- genre Acanthorrhinum
- genre Albraunia
- genre Anarrhinum
- genre Antirrhinum
- genre Asarina
- genre Chaenorhinum
- genre Cymbalaria
- genre Galvezia
- genre Gambelia
- genre Holmgrenanthe
- genre Holzneria
- genre Howelliella
- genre Kickxia
- genre Linaria
- genre Lophospermum
- genre Mabrya
- genre Maurandella
- genre Maurandya
- genre Misopates
- genre Mohavea
- genre Nuttallanthus
- genre Pseudomisopates
- genre Rhodochiton
- genre Schweinfurthia